# Fuchs
Fuchs este o companie producătoare de condimente din Germania. Fuchs este cel mai mare producător și furnizor de condimente la nivel european, iar la nivel mondial se clasează pe locul al doilea.

## Fuchs în România
Fuchs este prezentă în România din anul 2001. Compania activează pe piață cu două mărci: Fuchs (pentru produsele premium) și Cosmin (pentru produsele populare). În aprilie 2009, compania a anunțat că va deschide la Curtea de Argeș o nouă linie de producție, depozitare și livrare pentru România, investiție care se ridică la 10 milioane de euro.
Număr de angajați în 2009: 230